# Presses internationales Polytechnique
Les Presses internationales Polytechnique sont une maison d'édition universitaire fondée en 1980.
Elles publient des ouvrages en langues française et anglaise sur les sciences et les technologies, en particulier celles qui touchent le domaine élargi de l’ingénierie.
Les Presses internationales Polytechnique sont la maison d'édition de Polytechnique Montréal.